# Museo archeologico di Saturnia
Il Museo archeologico di Saturnia è un museo situato presso la frazione di Saturnia, nel territorio comunale di Manciano (GR).

## Storia
Dal 1930 fino al 1978 era possibile visitare la collezione di reperti antichi all'interno del castello di Saturnia, proprietà della famiglia Ciacci, ma un tentativo di furto convinse poi i proprietari a cederla allo Stato. Situata dal 1980 al 1992 al museo archeologico e d'arte della Maremma a Grosseto, la collezione Ciacci è ritornata a Saturnia nel 2003, anno in cui è stato inaugurato il nuovo museo archeologico. Il museo è inserito nella rete museale provinciale Musei di Maremma.

## Sale espositive
Il museo è ospitato in un'unica sala al secondo piano della scuola elementare di Saturnia, in via Italia. I pezzi principali provengono dalla collezione di Gaspero Ciacci, ricco proprietario terriero, che tra la fine del XIX e gli anni trenta del XX secolo raccolse una grande quantità di reperti antichi, frutto degli scavi effettuati da Riccardo Mancinelli tra il 1895 e il 1903 nelle varie località delle colline dell'Albegna e del Fiora, e da Ranuccio Bianchi Bandinelli nel 1927 presso Montemerano. Nel 1932 si aggiunsero anche alcune terrecotte dalla località di Poggio Sugherello, mentre altri reperti via via furono donati al Ciacci da parte di contadini e piccoli proprietari terrieri di queste zone, come alcuni reperti preistorici di Botro del Pelagone.
Tra gli oggetti esposti spiccano tre piccole brocche a forma di anatra: la prima risalente al periodo tra il 350 e il 280 a.C., fabbricata a Tarquinia; la seconda, coeva, è fabbricata invece a Chiusi; la terza, risalente agli anni tra il 120 e il 90 a.C., è caratterizzata da un vivace colore rosso. Non mancano tuttavia corredi per banchetti, lucerne, gioielli, vasellami, ciotole, un curioso amuleto fallico ed un interessante cratere con quattro manici (575-550 a.C.) su cui sono scolpiti piccoli volti in bassorilievo.